# Pleurotus subviolaceus
Pleurotus subviolaceus är en svampart som beskrevs av Corner 1981. Pleurotus subviolaceus ingår i släktet Pleurotus och familjen musslingar.   Inga underarter finns listade i Catalogue of Life.